# Ceol

England zur Zeit Ceols

Ceol (auch Ceola, Ceolric; † 594/597) war von 591 bis um 597 oder von 588 bis 594 König der Gewissæ, einer Volksgruppe, die im späten 7. Jahrhundert als „Westsachsen“ das angelsächsische Königreich Wessex bildete.

## Leben
Ceol stammt aus dem Haus Wessex und gilt als Sohn des Cutha (auch Cuthwulf) und Enkel des Cynric. Die Herrschaft seines Onkels Ceawlin endete offenbar mit Unruhen im Königshaus. Um 588 / 591 kam Ceol an die Macht und Ceawlin wurde nach einem „großen Massaker“ bei Wôdnesbeorg (bei Wansdyke oder Alton Priors in Wiltshire) vertrieben. Um 592/593 starben Ceawlin und seine sonst unbekannten mutmaßlichen Verwandten Cwichelm und Crida. Nach dem Tod Ceawlins schwand die Vormacht der Gewissæ. Æthelberht von Kent, der durch seine Heirat eine Allianz mit dem Frankenreich, Europas zu der Zeit mächtigstem Staat,  eingegangen war, gewann an Einfluss. Über Ceols fünf- oder sechsjährige Regierungszeit sind keine näheren Einzelheiten bekannt. Er starb um 594/597. Nachfolger wurde sein Bruder Ceolwulf (594/597–611), auf den dann Ceols Sohn Cynegils (611–642) folgte.
Einige Probleme bereitet Ceols Name: Üblicherweise wird er mit Ceolric gleichgesetzt, als Bruder seines Nachfolgers Ceolwulf und als Vater dessen Nachfolgers Cynegils angesehen. Dass auch Ceolwulf einen Sohn namens Cynegils hatte, wird jedoch für eine Verwechslung Ceols und Ceolwulfs, dessen „Rufname“ ebenfalls „Ceol/Ceola“ gelautet haben mag, durch mittelalterliche Schreiber gehalten.